# Багриновское сельское поселение
Багриновское сельское поселение — муниципальное образование в Болховском районе Орловской области России.
Административный центр — село Фатнево.

## География
Территория сельского поселения расположена на востоке Болховского района.
Граничит с Однолуцким и Михнёвским сельскими поселениями Болховского района, а также с Белёвским районом Тульской области и Мценским районом Орловской области.
Площадь Багриновского сельского поселения составляет 138,57 км².
На территории сельского поселения расположены 2 моста, по поселению протекают реки: Ока, Нугрь, Березуйка.

## История
Создано в 2004 году в границах одноимённого сельсовета.

## Население
| 2010 | 2012 | 2013 | 2014 | 2015 | 2016 | 2017 |
| ---- | ---- | ---- | ---- | ---- | ---- | ---- |
| 829  | ↘770 | ↘742 | ↘712 | ↘684 | ↘676 | ↘645 |
| 2018 | 2019 | 2020 | 2021 | 2023 |      |      |
| ↗655 | ↘630 | ↘615 | ↗618 | ↘594 |      |      |

## Населённые пункты
В сельское поселение входят 19 населённых пунктов:
| №  | Населённый пункт | Тип                          | Население (чел.) |
| -- | ---------------- | ---------------------------- | ---------------- |
| 1  | Багриново        | село                         | 12               |
| 2  | Введенский       | посёлок                      | 1                |
| 3  | Городище         | село                         | 14               |
| 4  | Кишкино          | деревня                      | 31               |
| 5  | Кривцово         | село                         | 5                |
| 6  | Крутогорье       | деревня                      | 1                |
| 7  | Курасова         | деревня                      | 4                |
| 8  | Лазный           | посёлок                      | 1                |
| 9  | Невструева       | деревня                      | 1                |
| 10 | Новая Деревня    | посёлок                      | 14               |
| 11 | Пальчикова       | деревня                      | ↘133             |
| 12 | Перцевский       | посёлок                      | 11               |
| 13 | Сивкова          | деревня                      | 1                |
| 14 | Тросна           | деревня                      | 11               |
| 15 | Фатнево          | село, административный центр | ↗521             |
| 16 | Хмелевая         | деревня                      | 14               |
| 17 | Хомякова         | деревня                      | 32               |
| 18 | Чаплыгина        | деревня                      | 12               |
| 19 | Чегодаево        | село                         | 4                |